# Brassiophoenix schumannii
Brassiophoenix schumannii är en enhjärtbladig växtart som först beskrevs av Odoardo Beccari, och fick sitt nu gällande namn av Frederick Burt Essig. Brassiophoenix schumannii ingår i släktet Brassiophoenix och familjen Arecaceae.
Artens utbredningsområde är Papua Nya Guinea. Inga underarter finns listade i Catalogue of Life.